# 1984 ve fotografii

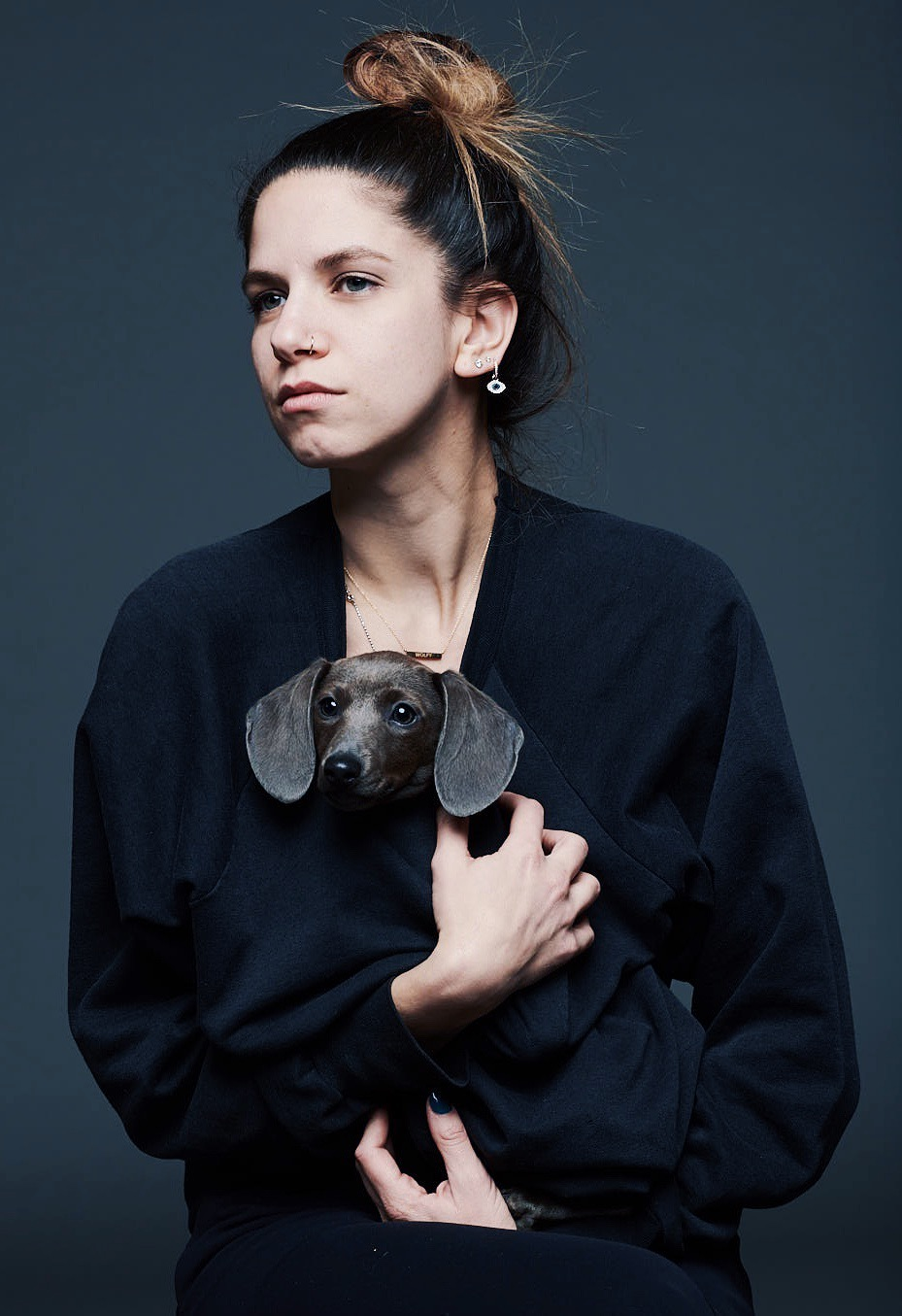
Dne 27. října 1984 se narodila fotografka a režisérka Caitlin Cronenbergová

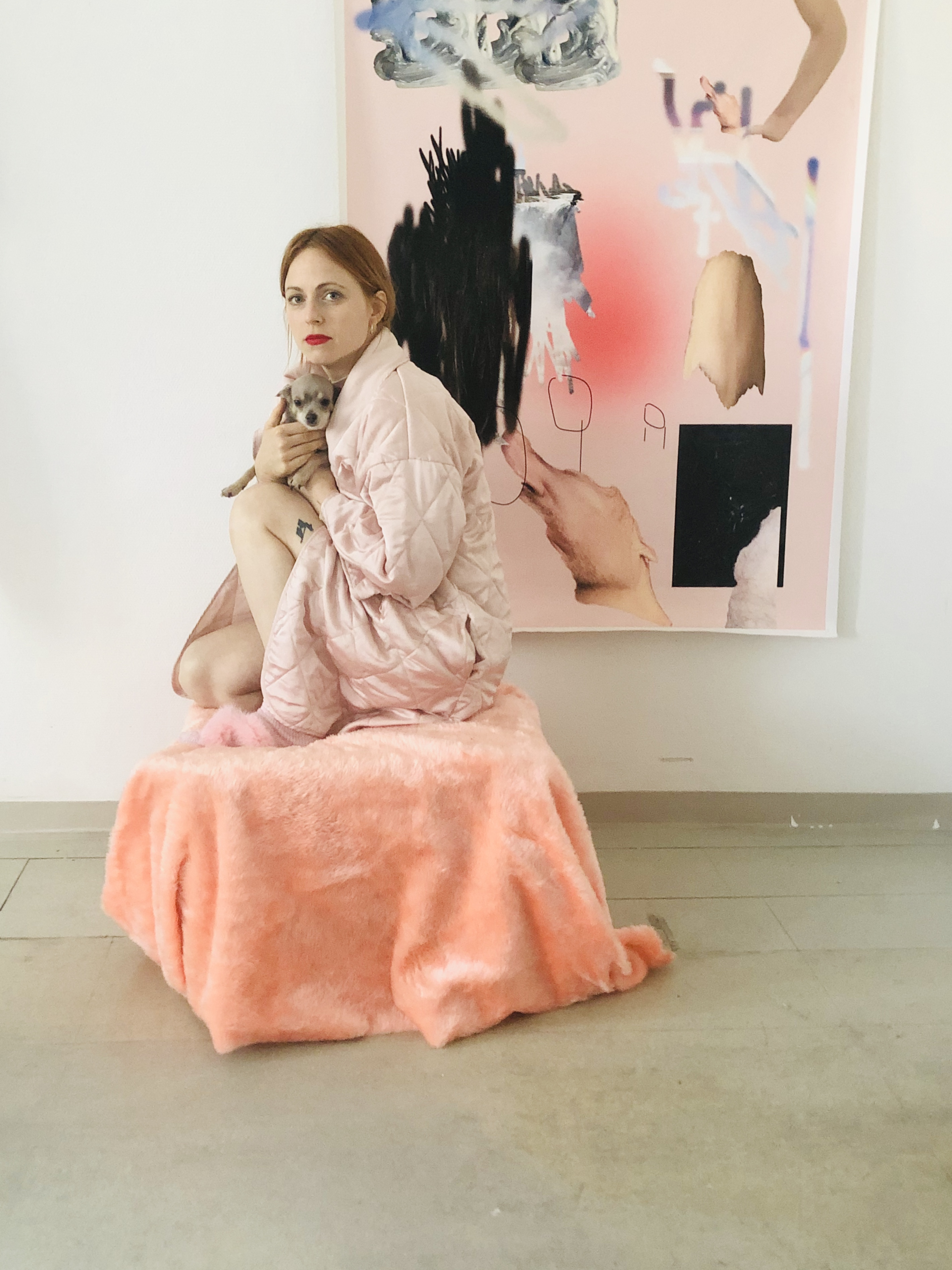
Dne 10. dubna se narodila Christiane Peschek, rakouská umělkyně, fotografka a spisovatelka

Tento článek obsahuje významné fotografické události v roce 1984.

## Události
- Byla založena Fototéka Lucemburk, ukrývá několik velkých sbírek fotografií města pořízených od roku 1855 dodnes.

Fotografické festivaly a výstavy
- Rencontres d'Arles, červenec–září
- Mois de la Photo, Paříž, listopad

## Ocenění
- World Press Photo – Pablo Bartholomew
- Prix Niépce – Thierry Girard
- Prix Nadar – Sbírka Photo Poche, Centre national de la photographie
- Cena Oskara Barnacka – Stormi Greener
- Grand Prix national de la photographie  – Édouard Boubat
- Grand Prix Paris Match du photojournalisme – François Lochon za Iran / Irak, la guerre

- Cena Ericha Salomona – Frankfurter Allgemeine Magazin
- Cena za kulturu Německé fotografické společnosti – Jacques-Henri Lartigue[1]

- Cena Ansela Adamse – Galen Rowell
- Cena W. Eugena Smithe – Gilles Peress
- Zlatá medaile Roberta Capy – James Nachtwey (Black Star), Time, „Photos of El Salvador“.
- Pulitzer Prize for Spot News Photography – Stan Grossfeld, Boston Globe, za sérii fotografií odhalující vliv občanské války v Libanonu na tamní obyvatele.
- Pulitzer Prize for Feature Photography – Anthony Suau, The Denver Post, „za sérii fotografií, které zobrazují tragické účinky hladovění v Etiopii a jeden snímek ženy u hrobu svého manžela během Dne obětí války.“

- Cena za fotografii Ihei Kimury – Keiiči Tahara
- Cena Kena Domona – Kazujoši Nomači
- Cena Nobua Iny – Akihisa Masuda

- Prix Paul-Émile-Borduas – Alfred Pellan

- Prix international de la Fondation Hasselblad – Manuel Álvarez Bravo

## Narození v roce 1984
- 18. ledna – Yu Yu Myint Thanová, myanmarská dokumentární fotografka
- 20. ledna – Anton Faraonov, slovenský fotograf a bývalý sólista baletu
- 24. ledna – Gabriele Micalizzi, italský fotograf a žurnalista
- březen – Gihan Tubbeh, peruánská fotografka
- 10. dubna – Christiane Peschek, rakouská umělkyně, fotografka a spisovatelka
- duben – Amber Brackenová, kanadská fotožurnalistka a vítězka World Press Photo 2021
- 14. května – Jan E. Svatoš, český režisér dokumentárních filmů, fotograf, publicista a cestovatel
- 7. července – Noémie Goudalová, francouzská výtvarná umělkyně, pracuje s fotografií, filmem a instalací
- 15. července – Ana Diasová, portugalská fotografka, známá především díky fotografování pro časopis Playboy
- 17. září – Willim Welsyn, jihoafrický rockový písničkář, filmař, fotograf a podcaster
- 25. října – Markéta Hritzová, česká fotografka žijící v Praze
- 27. října – Caitlin Cronenbergová, kanadská fotografka a filmařka
- 16. listopadu – Radek Karko, český kameraman, režisér, fotograf a filmař. Prosadil se jako autor hudebních klipů, outdorových filmů, dokumentování extrémních sportů a dokumentů a fotografií s tematikou přírody.
- 26. listopadu – Marie Tomanová, česká fotografka a autorka fotografických publikací žijící v New Yorku
- ? – Matthew Abbott, australský fotožurnalista a dokumentární fotograf
- ? – Laerke Posseltová, dánská fotografka a fotožurnalistka
- ? – Jérôme Gence, francouzský fotograf
- ? – Jonathan Bachman, americký novinářský fotograf

## Úmrtí v roce 1984
- 7. ledna – Costică Acsinte, rumunský fotograf (* 4. července 1897)
- 23. února – Maurice Tabard, francouzský portrétní fotograf (* 12. července 1897)
- 19. března – Garry Winogrand, americký fotograf (* 14. ledna 1928)
- 24. března – Ladislav Bielik, slovenský fotograf (* 28. května 1939)
- 7. dubna – Othmar Pferschy, rakouský fotograf působící v Turecku (* 16. října 1898)
- 16. dubna – Wanda Wulzová, italská experimentální fotografka, portréty hudebníků, tanečníků a herců v Terstu (* 25. července 1903)
- 22. dubna – Ansel Adams, americký fotograf a spisovatel (* 20. února 1902)
- 29. dubna – Alexandr Ivanovič Brodskij, sovětský fotograf a novinář, fotožurnalista (* 7. listopadu 1903)
- 8. května – Herbert Matter, americký fotograf a grafický designér (* 25. dubna 1907)
- 10. května – Václav Zykmund, výtvarný kritik, malíř a fotograf (* 18. června 1914)
- 28. května – Karel Aliger, fotograf (* 9. září 1916)
- 21. června – Héctor Rondón Lovera, venezuelský fotograf, držitel ceny World Press Photo a Pulitzerovy ceny (* 25. listopadu 1933)
- 8. července – Brassaï, maďarský fotograf a sochař (* 9. září 1899)
- 8. srpna – Svatopluk Sova, fotograf (* 18. ledna 1913)
- 24. srpna – Mieko Šiomi, japonská fotografka (* 1909)
- 8. listopadu – Zdeněk Rossmann, český modernistický architekt, scénograf, fotograf, designér a pedagog (* 3. září 1905[2])
- ? – Murad al-Daghistani, irácký fotograf (* 1917)
- ? – Kulwant Roy, indický fotograf, dokumentoval indické hnutí za nezávislost a počátky Indické republiky (* 1914)
- ? – Vladimir Granovskij, ruský fotograf agentury RIA Novosti, dokumentoval Velkou vlasteneckou válku (* 27. února 1910 – 20. srpna 1984)